# Daniel Herz
Daniel Koslowsky Herz (Porto Alegre, 29 de dezembro de 1954 — Porto Alegre, 30 de maio de 2006) foi um jornalista brasileiro, que ficou nacionalmente conhecido após escrever o livro A História Secreta da Rede Globo, publicado originalmente em 1987, no qual relata os procedimentos ilegais que levaram à estruturação da Rede Globo e as relações do dono desta, Roberto Marinho, com o poder político nacional. Este livro, que teve 14 edições em duas editoras, foi uma das fontes de inspiração para o documentário Muito Além do Cidadão Kane, do diretor britânico Simon Hartog.

## Carreira
Daniel Herz cursou jornalismo na Faculdade de Comunicação Social da UNISINOS, em São Leopoldo. Em 1983 concluiu seu Mestrado em Comunicação pela Universidade de Brasília com a dissertação "A Introdução de Novas Tecnologias de Comunicação no Brasil: tentativas de implementação do serviço de cabodifusão - Um estudo de caso", sob a orientação de Murilo César Ramos.
Participou da fundação do Curso de Jornalismo da Universidade Federal de Santa Catarina, onde foi professor e chefe de departamento. Antes, havia fundado a Associação de Promoção da Cultura (APC), em Porto Alegre, no ano de 1974. Fundou ainda o Instituto de Estudos e Pesquisas em Comunicação (Epcom). Seu trabalho no Epcom incentivaria a criação do projeto Donos da Mídia, em 2002. Foi Secretário de Comunicação do governo Olívio Dutra em Porto Alegre.
Foi militante do movimento pela democratização da comunicação durante os anos 1980, quando foi coordenador da Frente Nacional de Luta por Políticas Democráticas de Comunicação (1984-85). Também liderou a campanha da Federação Nacional dos Jornalistas (FENAJ) pela democratização das comunicações durante a Assembleia Nacional Constituinte de 1988. Herz foi ainda um dos fundadores e, posteriormente, coordenador do Fórum Nacional pela Democratização das Comunicações (FNDC) e ainda foi membro da diretoria da FENAJ por várias gestões nos anos 1990.
Participou ativamente como mentor e defensor da Lei da Cabodifusão (Lei 8 977 de 1995) desde sua fase de projeto em 1991 até sua promulgação em 1995. Herz considerava esta uma de suas principais conquistas, pois foi a Lei da Cabodifusão que estabeleceu a obrigatoriedade da presença de emissoras públicas, comunitárias e universitárias nos pacotes de TV por assinatura.
Daniel Herz também foi ativista na luta pela implementação do Conselho de Comunicação Social (CCS) do Congresso Nacional, órgão consultivo previsto na lei 8 389 de 1991. Durante anos as grandes redes de televisão boicotaram a criação deste Conselho. O CCS só foi implementado pelo Senado em 2002, após um longo período de lutas pela democratização das comunicações, liderado por sindicatos, movimentos sociais e ONGs ligados ao FNDC. Herz foi conselheiro do CCS, onde militou por políticas mais democráticas na área das comunicações até o seu falecimento em maio 2006, em decorrência de um câncer de medula, em Porto Alegre.
O Núcleo de TV Digital Interativa (NTDI), do Curso de Jornalismo da UFSC fez um curta-metragem em homenagem a Herz. Em novembro de 2006, foi homenageado no IV Encontro Nacional de Pesquisadores em Jornalismo, em Porto Alegre e pela Câmara Municipal de Novo Hamburgo, que inaugurou a Tribuna de Imprensa Daniel Koslowsky Herz, espaço de recepção à imprensa anexo ao plenário da Casa. Em 2009, foi homenageado na cerimônia de abertura da Conferência Nacional de Comunicação, quando o livro A História Secreta da Rede Globo foi relançado.